# Marjovo

Marjovo (ryska Марёво) är en tätort i södra delen av Novgorod oblast i Ryssland, 234 km söder om regionhuvudstaden Novgorod, vid floden Marjoka som är ett biflöde till Pola som rinner norrut mot sjön Ilmen. Den har 2 297 invånare (2010) och är centralort i det glest befolkade distriktet Marjovskij rajon (4 340 invånare på 1 818,7 km²). Inom distriktet utgör Marjovo en av fyra landskommuner (fram till 2010 var de sex stycken).
Marjovo omnämns första gången på 1200-talet som hemvist för storfursten Morjova (Морёва) av Derevskaja pjatin, en av Republiken Novgorods femtedelar. Under 1800-talet och början av 1900-talet hörde den till kretsen (uezd) Demjansk av guvernementet Novgorod. Under andra världskriget utkämpades här hårda strider under belägringen av Demjansk.
Ortens industri baseras på skogsbruk och linodling.
Marie Himmelsfärdskyrkan (церковь Успения Богородицы) är från 1800-talet.